# Buritinópolis
Buritinópolis este un oraș în Goiás (GO), Brazilia.